# Aleksandr Volodin
Aleksandr Volodin (russisk: Алекса́ндр Моисе́евич Воло́дин) (født 10. februar 1919 i Minsk, død 17. december 2001 i Sankt Petersborg i Rusland) var en sovjetisk filminstruktør og manuskriptforfatter.

## Filmografi
- Proissjestvie, kotorogo nikto ne zametil (Происшествие, которого никто не заметил, 1967)[1][2]